# Wiktoria Zieniewicz
Wiktoria Zieniewicz (* 9. Mai 2002 in Trzebinia) ist eine polnische Fußballspielerin und seit 2023 auch A-Nationalspielerin.

## Karriere

### Vereine
Zieniewicz spielte in ihrer Jugend zuletzt in der Saison 2017/18 für den in Łódź ansässigen UKS SMS Łodz, (Uczniowski Klub Sportowy Szkoła Mistrzostwa Sportowego w Łodzi) dem Schüler-Sportverein der Schule für Sportförderung in Łódź. Danach rückte sie in deren erste Mannschaft auf und kam in zwölf Punktspielen in der Kobiety Ekstraliga zum Einsatz; in der Folgesaison in elf Punktspielen. In der Saison 2020/21 kam sie zum Saisonstart am 8. August 2020 beim 2:0-Sieg im Heimspiel gegen den AZS UJ Kraków zum Einsatz, ihr erstes Tor erzielte sie am 22. Mai 2021 (21. Spieltag) beim 10:0-Sieg im Heimspiel gegen den KS ROW 1964 Rybnik mit dem Treffer zum 2:0 in der 30. Minute.
Bis zum Saisonende 2023/24 wies sie eine Spielstatistik von 108 Punktspielen und sieben Toren auf. Das erste Mal im Ausland, gehörte sie im Jahr 2024 dem französischen Erstligisten FC Fleury an, für den sie in lediglich dreimal in der Première Ligue zum Einsatz kam. Ihr Debüt erfolgte am 28. September 2024 (2. Spieltag) beim 2:2-Unentschieden im Auswärtsspiel gegen den FCO Dijon. Ihr letztes Punktspiel beging sie am 24. November 2024 (9. Spieltag) bei der 1:4-Niederlage im Heimspiel gegen den Paris FC. In der Winterpause verließ sie den Verein. 
In der Schweiz spielt sie nunmehr seit Anfang des Jahres 2025 für den FC Basel, der sie am 8. Januar 2025 unter Vertrag nahm. Für den in der Women’s Super League spielenden Verein bestritt sie in der Rückrunde der Saison 2024/25 neun Punktspiele (einschließlich drei Play-off-Spiele). 

### Nationalmannschaft
Von ihren elf Länderspielen für die U17-Nationalmannschaft, in denen ihr zwei Tore gelangen, entfallen jeweils drei auf die altersbezogene EM-Qualifikation im Mai und Oktober 2018 sowie im März 2019. Zwei weitere Einsätze in dieser Altersklasse hatte sie am 3. und 6. Februar 2019 in einem Turnier in San Pedro del Pinatar (jeweils 1:0 vs. Tschechien und Schweden). Von ihren sieben Länderspielen für die U19-Nationalmannschaft entfallen drei auf die altersbezogene EM-Qualifikation im Oktober 2019, und vier auf Freundschaftsspiele (0:2 und 7:0 vs. Tschechien am 29. August und 1. September 2019 in Grodków und Brzeg, 0:1 vs. Schweden am 4. März und 2:5 vs. Niederlande am 8. März 2019 jeweils in La Manga del Mar Menor). 
Für die U23-Nationalmannschaft kam sie einzig am 19. Juni 2023 in Pruszków beim 2:1-Sieg im Freundschaftsländerspiel gegen die Nationalmannschaft Vietnams zum Einsatz.
Für die A-Nationalmannschaft bestritt sie – abgesehen von (bislang) zwei Freundschaftsspielen (1:4 vs. Schweiz am 23. Februar 2024 in Marbella, 4:0 vs. Ukraine am 27. Juni 2025 in Mielec) – die ersten drei – Debüt am 22. September 2023 beim 3:1-Sieg über die Nationalmannschaft Griechenlands in Athen – und die letzten zwei Spiele der  Gruppe B3 bei der Wettbewerbs-Premiere und (die ersten) fünf Spiele der Gruppe B1 bei der zweiten Wettbewerbsaustragung der Nations-League. Des Weiteren wurde sie in sechs EM-Qualifikationsspielen der Gruppe A4 sowie in jeweils zwei Ausschlussspiele der ersten und zweiten Runde berücksichtigt.
Dem Kader für die Europameisterschaft 2025 zugehörig, kam sie in den letzten beiden Spielen der Gruppe C zum Einsatz; schied jedoch als Gruppendritter aus dem Turnier aus.

## Erfolge
Nationalmannschaft
- Erste Teilnahme an einer Europameisterschaft (2025)

UKS SMS Łódź
- Polnischer Meister 2022
- Polnischer Pokal-Sieger 2023